# Trafikplats Lilla Essingen

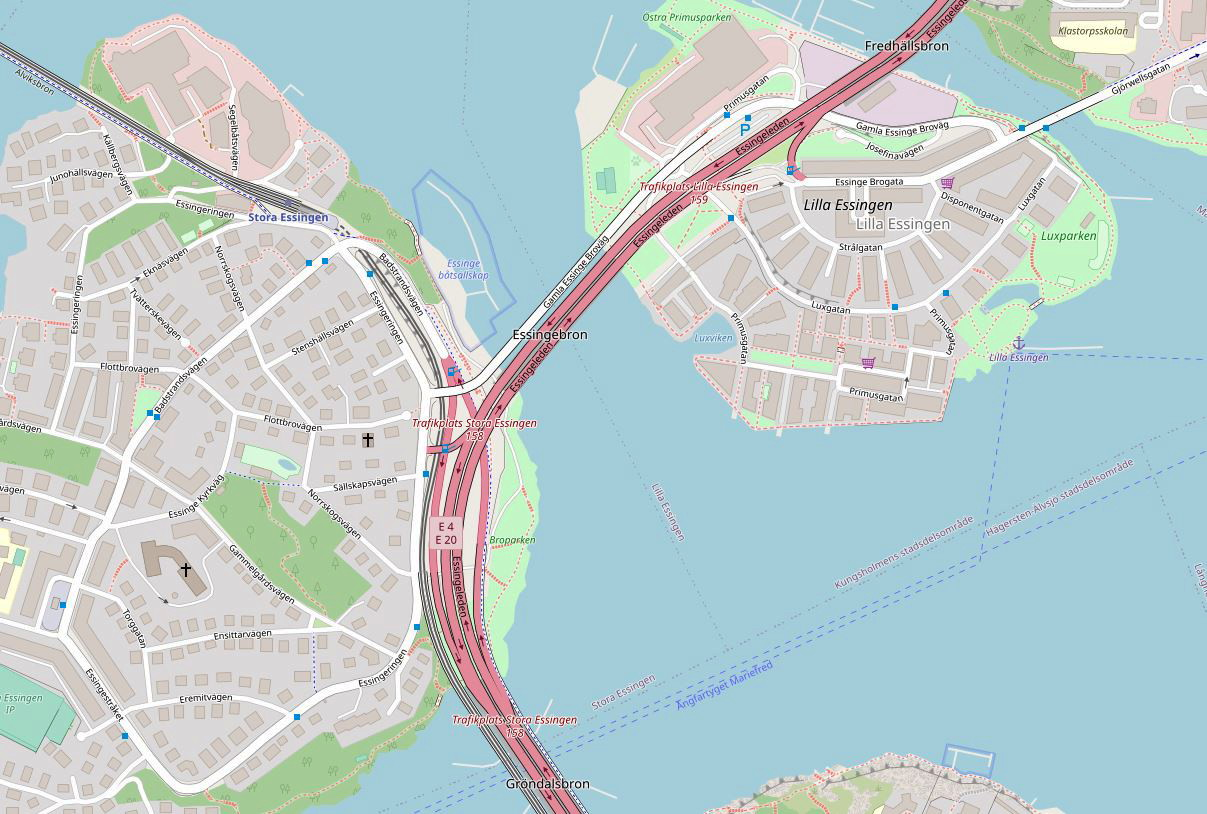
Trafikplatserna Lilla och Stora Essingen.

Trafikplats Lilla Essingen, avfartsnummer 159, är en trafikplats på Essingeleden som ligger på Lilla Essingen i Stockholm.

## Historik

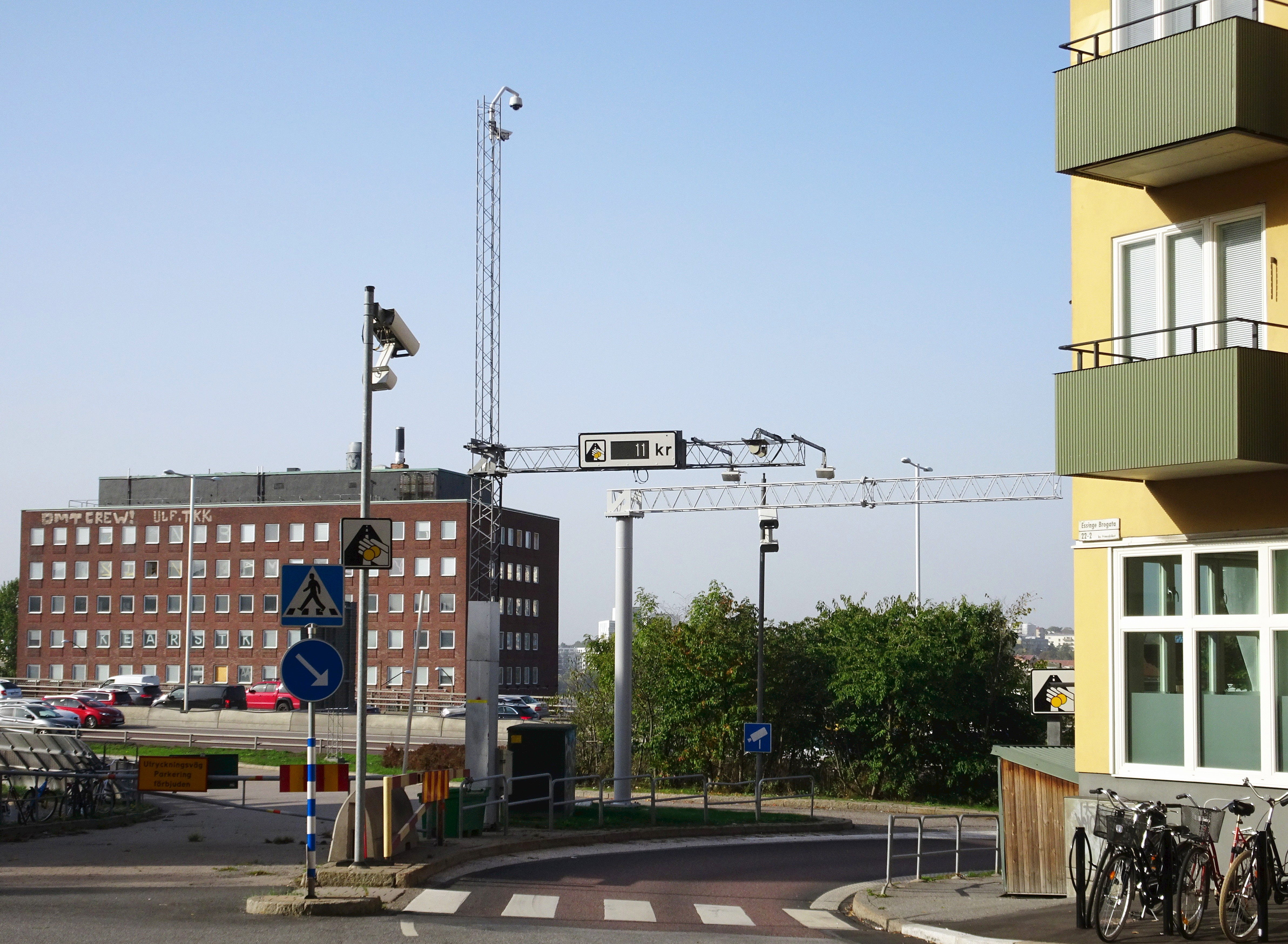
På- och avfarten sedd från Essinge brogata, 2020. Avfarten är stängd.

Trafikplatsen på Lilla Essingen är en av Essingeledens minsta och invigdes den 21 augusti 1966 tillsammans med leden. Vid trafikplatsen gick ursprungligen en på- och avfart från norrgående fil till och från Essinge brogata. Numera är avfarten avstängd medan norrgående påfarten är öppen. Från södergående fil finns ingen på- eller avfart utan trafiken till Lilla Essingen hänvisas till trafikplats Stora Essingen. Där lämnar man Essingeleden och tar sig via Essingeringen och Badstrandsvägen samt lokalbron (sedan 1983 kallad Gamla Essinge broväg) tillbaka till Lilla Essingen. Det samma gäller i motsatt riktning.  Vid Trafikplats Lilla Essingen uppsattes i maj 2005 en försöksstation för trängselskatten.

## Essingeledens övriga trafikplatser
Från söder till norr.
- Trafikplats Nyboda
- Trafikplats Nybohov
- Trafikplats Gröndal
- Trafikplats Stora Essingen
- Trafikplats Fredhäll
- Trafikplats Kristineberg
- Trafikplats Tomteboda
- Trafikplats Karlberg